# Suddhodana
Suddhodana (Kapilavastu, ... – Kapilavastu, ...; fl. VI secolo a.C.) è stato un re del Regno Shakya (nel nord dell'India e in Nepal) e il padre di Gautama Buddha.

## Biografia
Suddhodana era figlio del re Sihahanu e della regina Kaccana. Sposò una donna di grande bellezza, Maya. La coppia non ebbe figli per molti anni, finché la donna non sognò che un elefante bianco la trafisse nel fianco. La regina rimase incinta e partorì un figlio maschio, che fu chiamato Siddharta Gautama. Dopo la nascita, furono invitati a corte i brahmani per una cerimonia di buon auspicio. Uno di essi fece l'oroscopo del neonato e disse che se fosse salito al trono sarebbe diventato un monarca universale, ma se avesse abbracciato la vita religiosa sarebbe diventato un Buddha. La regina Maya morì dopo pochi giorni e il bambino fu affidato alla sorella di Maya, Mahāprajāpatī Gautamī, che divenne la seconda moglie del re. Da Pajapati Suddhodana ebbe altri due figli, il principe Nanda e la principessa Sundari Nanda. 
In seguito, Suddhodana cercò di evitare che Siddharta abbracciasse la vita religiosa e lo fece crescere al palazzo reale tra le comodità e i lussi, facendolo partecipare alla vita di corte. Il re favorì anche il matrimonio del figlio con la cugina Yasodhara, da cui Siddharta ebbe un figlio, Rāhula. Nonostante le precauzioni paterne, Siddharta lasciò la famiglia e si diede alla vita religiosa. 
Suddhodana mantenne la sua opposizione alla scelta del figlio e mandò un messaggero con una numerosa scorta per convincere Siddharta a ritornare, ma gli inviati si convertirono e diventarono suoi discepoli. Infine mandò un grande amico di Siddharta, Kaludayi, con l'incarico di farlo ritornare. Kaludayi si fece monaco, tuttavia mantenne la promessa ed invitò Siddharta, divenuto Buddha, a tornare a casa. Quando Buddha ritornò a Kapilbastu, Suddhodana minacciò di morte Yasodhara se avesse rivelato a Rahula che Buddha era suo padre. Suddhodana si incontrò con Buddha, che gli rivelò che anche nelle vite precedenti erano stati padre e figlio. Non avendo potuto evitare che il nipote Rahula diventasse seguace di Buddha, Suddhodana strappò al figlio la promessa che in seguito non avrebbe accettato nessun giovane come seguace senza il consenso dei genitori. Buddha poi andò via da Kapilbastu e vi ritornò molti anni dopo, quando ebbe notizia dell'imminente morte di Suddhodana e assistette spiritualmente il padre predicandogli mentre era sul letto di morte.